# Onafhankelijke olympische atleten op de Olympische Zomerspelen 2012
Als lid van het team onafhankelijke olympische atleten deden vier sporters mee aan de Olympische Zomerspelen 2012 in Londen, Verenigd Koninkrijk. Ze kwamen daar uit onder de olympische vlag.
- Na de opheffing van de Nederlandse Antillen in 2010, kon vanwege gewijzigde IOC-regelgeving, Curaçao als afhankelijk land niet meer een eigen nationaal olympisch comité inschrijven. De olympische deelnemers van de Nederlandse Antillen konden ervoor kiezen om voor of Aruba of Nederland of als "onafhankelijk olympisch atleet" deel te nemen.[1]
- De Zuid-Soedanese marathonloper Guor Marial, vluchteling in de Verenigde Staten, mocht ook meedoen als onafhankelijk olympisch atleet. Zuid-Soedan was een jaar eerder onafhankelijk geworden maar had nog geen eigen nationaal olympisch comité.[2]

## Deelnemers en resultaten
(m) = mannen, (v) = vrouwen

### Atletiek
| Olympiër            | Onderdeel    | Resultaat    | Prestatie                                                           |
| ------------------- | ------------ | ------------ | ------------------------------------------------------------------- |
| Liemarvin Bonevacia | 400 m (m)    | halve finale | 1e ronde serie 2: 45,60 (3e) halve finale 3: 1.36,42 (8e; 24e tijd) |
|                     |              |              |                                                                     |
| Guor Marial         | marathon (m) | 47e          | 2:19.32                                                             |

### Judo
| Olympiër          | Onderdeel                      | Resultaat | Prestatie                               |
| ----------------- | ------------------------------ | --------- | --------------------------------------- |
| Reginald de Windt | halfmiddengewicht (-81 kg) (m) | 2e ronde  | 1/16F: verloor van Ivan Nifontov ( RUS) |

### Zeilen
| Olympiër              | Onderdeel        | Resultaat | Prestatie                                                           |
| --------------------- | ---------------- | --------- | ------------------------------------------------------------------- |
| Philipine van Aanholt | laser radial (v) | 36e       | 292 punten (36 - 38 - 38 - 29 - 33 - 37 - 16 - 27 - 42; dsq * - 37) |

* dsq = gediskwalificeerd (zwarte vlag)
Afghanistan · Albanië · Algerije · Amerikaanse Maagdeneilanden · Amerikaans-Samoa · Andorra · Angola · Antigua en Barbuda · Argentinië · Armenië · Aruba · Australië · Azerbeidzjan · Bahama's · Bahrein · Bangladesh · Barbados · België · Belize · Benin · Bermuda · Bhutan · Bolivia · Bosnië en Herzegovina · Botswana · Brazilië · Britse Maagdeneilanden · Brunei · Bulgarije · Burkina Faso · Burundi · Cambodja · Canada · Centraal-Afrikaanse Republiek · Chili · China · Chinees Taipei · Colombia · Comoren · Congo-Brazzaville · Congo-Kinshasa · Cookeilanden · Costa Rica · Cuba · Cyprus · Denemarken · Djibouti · Dominica · Dominicaanse Republiek · Duitsland · Ecuador · Egypte · El Salvador · Equatoriaal-Guinea · Eritrea · Estland · Ethiopië · Fiji · Filipijnen · Finland · Frankrijk · Gabon · Gambia · Georgië · Ghana · Grenada · Griekenland · Groot-Brittannië · Guam · Guatemala · Guinee · Guinee‑Bissau · Guyana · Haïti · Honduras · Hongarije · Hongkong · Ierland · IJsland · India · Indonesië · Irak · Iran · Israël · Italië · Ivoorkust · Jamaica · Japan · Jemen · Jordanië · Kaaimaneilanden · Kaapverdië · Kameroen · Kazachstan · Kenia · Kirgizië · Kiribati · Koeweit · Kroatië · Laos · Lesotho · Letland · Libanon · Liberia · Libië · Liechtenstein · Litouwen · Luxemburg · Macedonië · Madagaskar · Malawi · Maldiven · Maleisië · Mali · Malta · Marshalleilanden · Marokko · Mauritanië · Mauritius · Mexico · Micronesië · Moldavië · Monaco · Mongolië · Montenegro · Mozambique · Myanmar · Namibië · Nauru · Nederland · Nepal · Nicaragua · Nieuw-Zeeland · Niger · Nigeria · Noord-Korea · Noorwegen · Oeganda · Oekraïne · Oezbekistan · Oman · Oostenrijk · Oost-Timor · Pakistan · Palau · Palestina · Panama · Papoea-Nieuw-Guinea · Paraguay · Peru · Polen · Portugal · Puerto Rico · Qatar · Roemenië · Rusland · Rwanda · Saint Kitts en Nevis · Saint Lucia · Saint Vincent en Grenadines · Salomonseilanden · Samoa · San Marino · Sao Tomé en Principe · Saoedi-Arabië · Senegal · Servië · Seychellen · Sierra Leone · Singapore · Slovenië · Slowakije · Soedan · Somalië · Spanje · Sri Lanka · Suriname · Swaziland · Syrië · Tadzjikistan · Tanzania · Thailand · Togo · Tonga · Trinidad en Tobago · Tsjaad · Tsjechië · Tunesië · Turkije · Turkmenistan · Tuvalu · Uruguay · Vanuatu · Venezuela · Verenigde Arabische Emiraten · Verenigde Staten · Vietnam · Wit-Rusland · Zambia · Zimbabwe · Zuid-Afrika · Zuid-Korea · Zweden · Zwitserland · Onafhankelijke atleten